# (1292) Luce
(1292) Luce es un asteroide que forma parte del cinturón de asteroides y fue descubierto el 17 de septiembre de 1933 por Fernand Rigaux desde el Real Observatorio de Bélgica, Uccle.

## Designación y nombre
Luce recibió al principio la designación de 1933 SH.
Más tarde, se nombró así en honor de la esposa del descubridor.

## Características orbitales
Luce está situado a una distancia media del Sol de 2,542 ua, pudiendo acercarse hasta 2,393 ua. Su excentricidad es 0,05857 y la inclinación orbital 2,15°. Emplea en completar una órbita alrededor del Sol 1480 días.